# Walter Knabenhans
Walter "Willi" Knabenhans (Zurique, 15 de fevereiro de 1906 - data de morte desconhecida) foi um ciclista suíço. Competiu nos Jogos Olímpicos de Verão de 1928 em Amsterdã, onde representou seu país, Suíça, na corrida de velocidade (pista).